# Ilversgehofen
Ilversgehofen ist ein Stadtteil der thüringischen Landeshauptstadt Erfurt, nördlich des Zentrums gelegen mit 12.300 Einwohnern auf einer Fläche von 2,74 km².
Der Stadtteil liegt an der Magdeburger Allee in der Talaue der Gera zwischen den Gründerzeitvorstädten Erfurts im Süden und den Plattenbaugebieten von Erfurt-Nord im Norden. Das Dorf wurde ab dem späten 19. Jahrhundert industrialisiert und entwickelte sich zu einem Arbeiterort mit etwa 13.000 Einwohnern bei der Eingemeindung nach Erfurt 1911. Seit dem späten 20. Jahrhundert befindet sich Ilversgehofen im Umbruch durch den Wegfall industrieller Arbeitsplätze und ist durch einen starken Strukturwandel gekennzeichnet.

## Geografie
Ilversgehofen liegt im Nordteil des bebauten Erfurter Stadtgebiets. Angrenzende Stadtteile sind die Andreasvorstadt im Westen, die Johannesvorstadt im Süden, der Johannesplatz im Südosten, Hohenwinden im Osten und Norden und das Rieth im Nordwesten.
Das Gelände Ilversgehofens ist durchgehend flach und liegt zwischen 180 Metern Höhe im Norden und 190 Metern Höhe im Süden. Das Ortszentrum liegt am Salpeterberg, einem kaum wahrnehmbaren Hügel, der jedoch etwas mehr Schutz vor Hochwasser bietet, als umliegende Flächen und deshalb zur Anlage einer Siedlung geeignet war. Ilversgehofen liegt an der Schmalen Gera, einem Nebenarm der Gera. Sie selbst bildet die Westgrenze Ilversgehofens, während im Süden der Papiermühlenweg, im Osten die Sangerhäuser Bahn und im Norden die Straße An der Lache die Ortsflur begrenzen. Früher gehörten auch Teile des heutigen Rieths und des Johannesplatzes zur Ilvergehofener Flur, heute jedoch bilden sie eigene Stadtteile. Ilversgehofen gliedert sich grob in Wohngebiete im Süden und Industriegebiete im Norden.

## Geschichte

Karte von Ilversgehofen (1843)

Ilversgehofen wurde 1145 erstmals urkundlich erwähnt. Zunächst gehörte es den Grafen von Gleichen, jedoch war es bis zum 13. Jahrhundert ein sogenanntes Küchendorf und musste an das Erzbistum Mainz (Stadt Erfurt) Abgaben leisten. 1490 konnte Erfurt seinen großen Landbesitz nicht mehr allein verwalten und bildete Vogteien. Ilversgehofen gehörte nun zur Vogtei Stotternheim. 1554 gab es auf der Ilversgehofener Flur eine Heuschreckenplage, die zu einer Hungersnot führte. Im Dreißigjährigen Krieg wurde der Ort 1637 zerstört, nur sechs Einwohner überlebten. Ab 1706 gehörte er zum Amt Gispersleben.
Im Siebenjährigen Krieg wurde das Dorf sowie die Johannesflur 1757 zum Hauptquartier der von Friedrich dem Großen und Prinz Heinrich angeführten preußischen Truppen. Der "Alte Fritz" wohnte im Bechmannschen Haus, dessen Gedenktafel beim Neubau auf dem Grundstück Hans-Sailer-Straße 62 verloren ging.
1802 kam der Ort mit dem Erfurter Gebiet zu Preußen und zwischen 1807 und 1813 zum französischen Fürstentum Erfurt. 1813 kam es in den Befreiungskriegen erneut zu schweren Kämpfen zwischen Franzosen und Preußen in der Nähe des Ortes. In der Nacht des 5. November 1813 plünderten in Erfurt stationierte französische Truppen den vor der Festung Erfurt liegenden Ort und brannten ihn teilweise nieder, um freies Schussfeld gegen die belagernden preußischen und russischen Soldaten zu haben. Anders als Daberstedt wurde Ilversgehofen danach allerdings wieder aufgebaut. Mit dem Wiener Kongress kam der Ort 1815 wieder zu Preußen und wurde 1816 dem Landkreis Erfurt in der preußischen Provinz Sachsen angegliedert.
Um 1850 setzte langsam die Industrialisierung ein und das Dorf wandelte sich von einem Ackerdorf mit jahrhundertealten Mühlenbetrieben zu einem bedeutenden Industriestandort. 1820 wurde dort die Firma Born gegründet, die noch heute Senf produziert, der in ganz Thüringen vertrieben wird. 1862 begann in der Johannesflur bei Ilversgehofen der Steinsalz-Abbau.
1870/71 befand sich während des Deutsch-Französischen Krieges in Ilversgehofen ein Lager für französische Kriegsgefangene.
Seit etwa 1880 sind Erfurt und Ilversgehofen aneinander „gewachsen“. 1883 erhielt der Ort einen Anschluss an die Erfurter Pferde-Straßenbahn, nachdem es schon 1869 mit dem heutigen Bahnhof Erfurt-Nord der Thüringischen Eisenbahn-Gesellschaft einen Eisenbahnanschluss an die Bahnstrecken Erfurt–Nordhausen, Erfurt–Bad Langensalza (seit 1897) und Erfurt–Nottleben (1926–1994) erhalten hatte. 1894 wurde die Pferdestraßenbahn in eine elektrisch betriebene Straßenbahn umgewandelt.
Die Eingemeindung Ilversgehofens nach Erfurt erfolgte am 1. April 1911. Damit ist es der erste Ort, der nach Erfurt eingemeindet wurde. Es war vor der Eingemeindung Erfurts größter Vorort. Damals waren auch die sozialen Probleme in Ilversgehofen am größten, galt es doch als armer Arbeiterstadtteil. 
Auf diese Zeit bezieht sich die abwertende Benennung von Ilversgehofen und andere Arbeiterviertel im Norden Erfurts Blechbüchsenviertel.
Während des Ersten Weltkriegs waren, unter anderem in einer Zeltstadt, bis zu 17.000 Kriegsgefangene in Ilversgehofen. Wie schon in Kriegen zuvor diente der heutige Johannesplatz als Standort des Lagers. Daran erinnert heute der Name der Lagerstraße im Südosten Ilversgehofens.

## Viertel

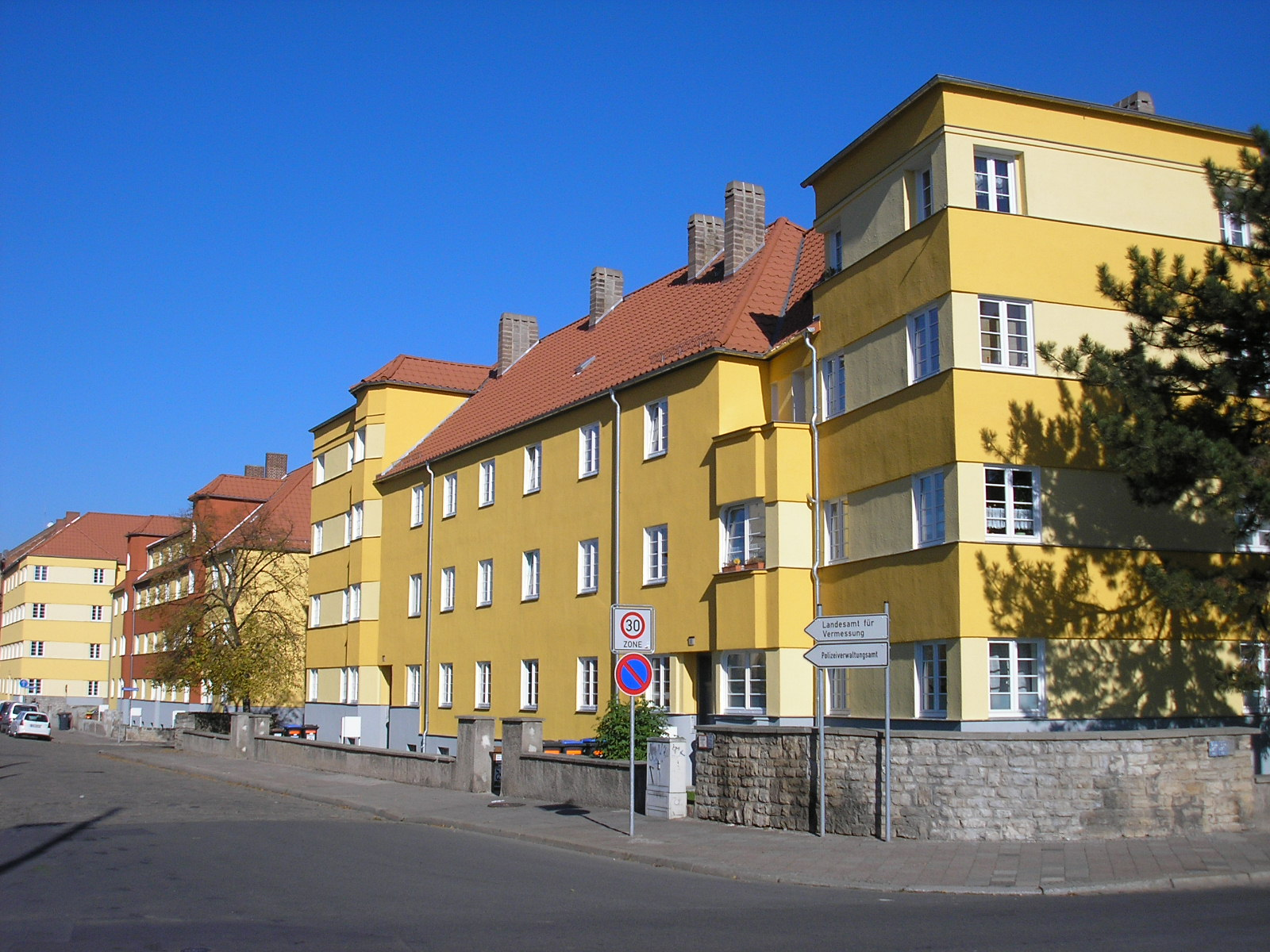
Im Jacobsenviertel von 1925 im Norden Ilversgehofens

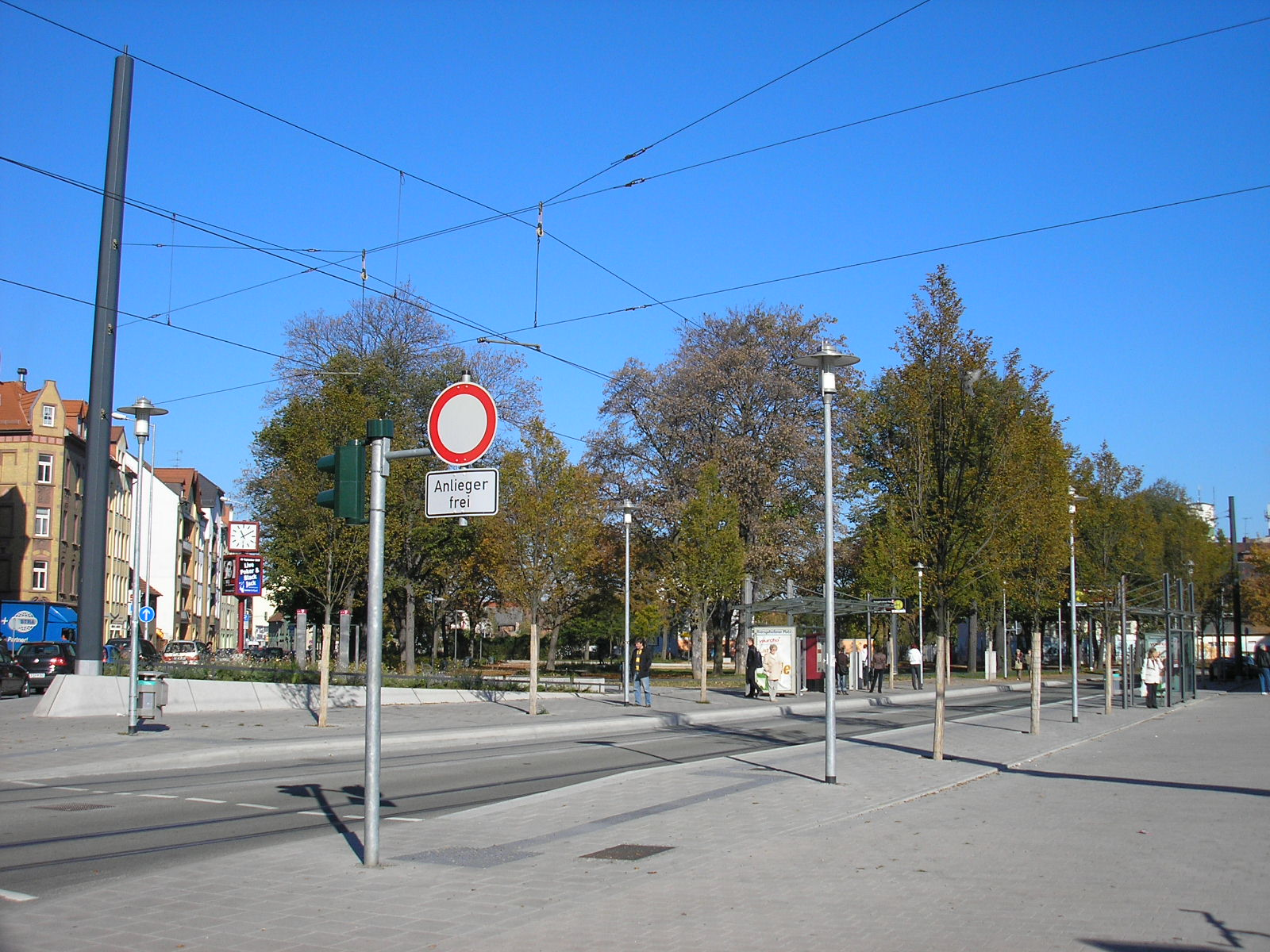
Am Ilversgehofener Platz, dem Quartiersmittelpunkt

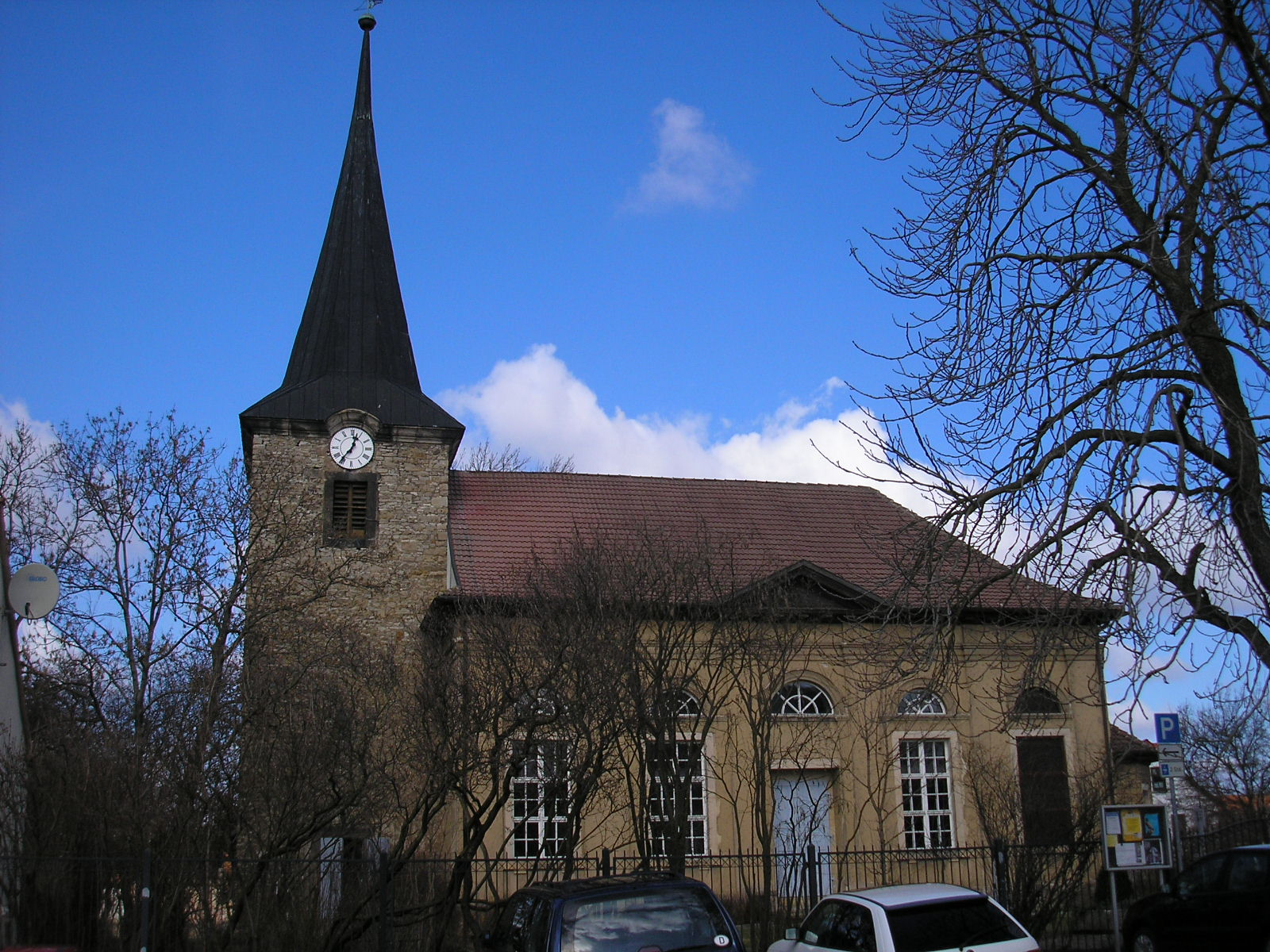
Die Martinikirche ist die ehemalige Dorfkirche Ilversgehofens

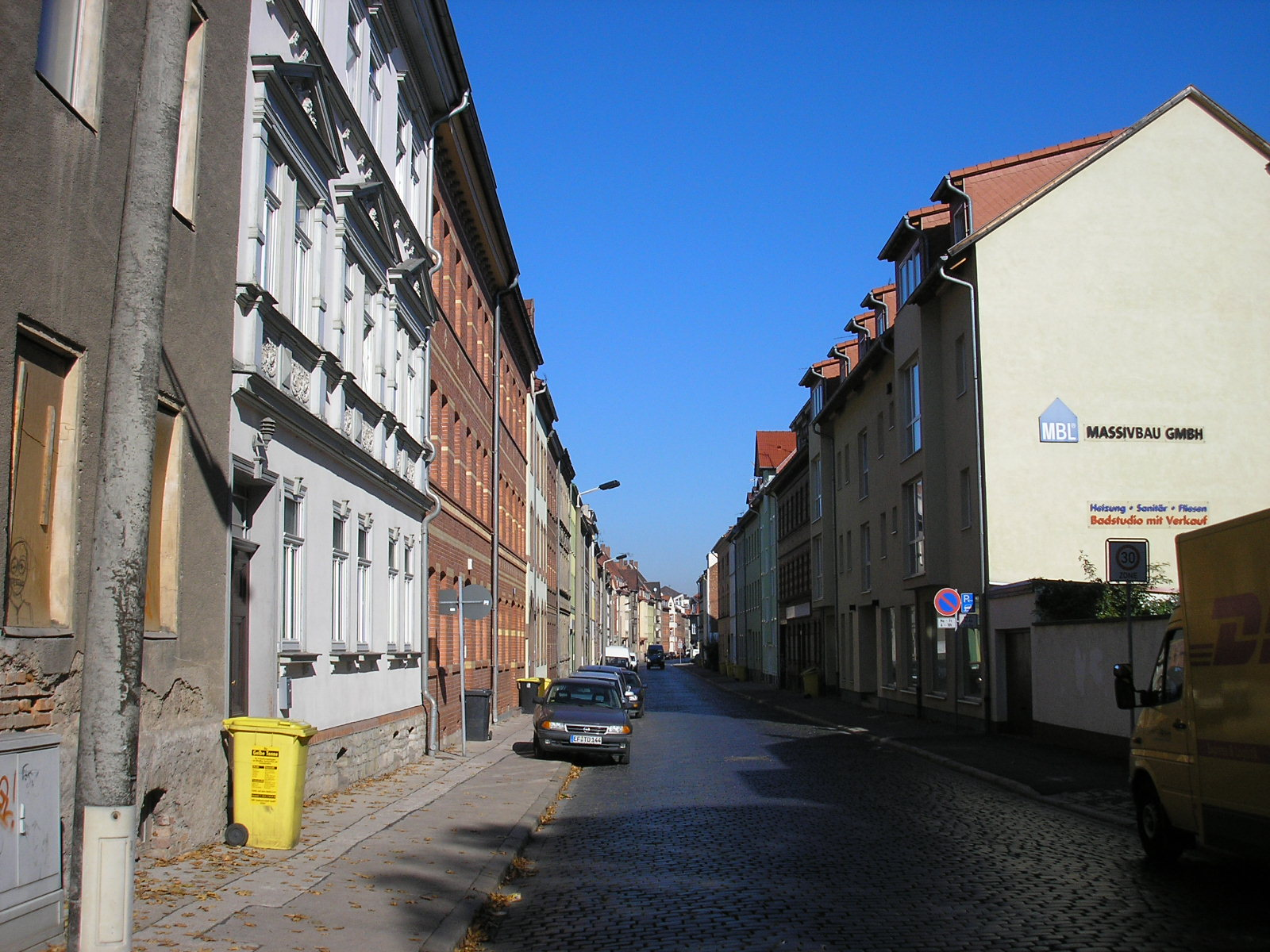
Die Hans-Sailer-Straße im Süden Ilversgehofens mit der typischen Bebauung aus alten Mietshäusern

| Viertel (nicht offiziell) | Blockgruppen (offiziell)  | Fläche (km²) | Einwohner (2000) | Einwohner (2007) | Einwohner (2015) | Bevölkerungsdichte |
| --- | ------------------------- | ------------ | ---------------- | ---------------- | ---------------- | ------------------ |
| Industriegebiet Ilversgehofen/Wohngebiete Grubenstraße, Jacobsenviertel und Steinhügel (Ilversgehofen nördlich der Linie Roststraße – Nordhäuser Bahn) | 2411 + 2412 + 2413 + 2414 | 1,53         | 1.025            | 1.112            | 1.799            | 1.176              |
| Tiergarten (Riethstraße – Wermutmühlenweg – Gera) | 2421 + 2424 + 2425        | 0,41         | 3.890            | 3.707            | 3.515            | 8.573              |
| Neu-Ilversgehofen (Gera – Roststraße – Nordhäuser Bahn – Friedrich-Engels-Straße – Ammertalweg – Magdeburger Allee – Braunstraße – Hans-Sailer-Straße) | 2422 + 2423 + 2427        | 0,40         | 2.666            | 2.759            | 3.081            | 7.703              |
| Alt-Ilversgehofen (Wermutmühlenweg – Wendenstraße – Magdeburger Allee – Braunstraße – Tiergartenstraße)                                                | 2426                      | 0,18         | 1.018            | 1.348            | 1.565            | 8.694              |
| Ilversgehofen-Süd (Wendenstraße – Magdeburger Allee – Papiermühlenweg – Nettelbeckufer)                                                                | 2428                      | 0,23         | 1.315            | 1.555            | 1.744            | 7.583              |

### Industriegebiet und nördliche Wohngebiete
Das Industriegebiet Ilversgehofen war lange Zeit einer der bedeutendsten Gewerbestandorte in Erfurt und wird auch heute noch durch viele Betriebe des produzierenden Gewerbes genutzt. Größter ansässiger Betrieb war die 1902 gegründete Maschinenbaufabrik von Henry Pels, aus der das Kombinat Umformtechnik hervorging. Nach der Wiedervereinigung gehörte das Werk zur Müller Weingarten AG, die 2011 in der Schuler AG aufging (diese gehört mittlerweile zum österreichischen Andritz-Konzern). Außerdem befinden sich beispielsweise ein Werk von Siemens zur Generatorenproduktion und die Erfurter Malzwerke im Industriegebiet. Allerdings gibt es dort auch einen großen Anteil brachliegender Flächen.
In diesem Teil Ilversgehofens befinden sich nur wenige Wohngebiete. Die ältesten Häuser stammen aus der Zeit um 1900 und befinden sich unmittelbar nördlich des Bahnhofs an der Magdeburger Allee. Die übrigen Wohngebiete entstanden im Wohnungsbau privater Gesellschaften der 1920er- und 1930er-Jahre in Stilformen des Neuen Bauens. Vorbildlich restauriert wurde 2007 das Jacobsenviertel, das zwischen 1925 und 1927 nach Plänen von Otto Jacobsen errichtet wurde und nach der Wiedervereinigung durch die kommunale Wohnungsbaugesellschaft aufgegeben wurde und abgerissen werden sollte. Nach dem Ankauf durch einen Privatinvestor konnte es jedoch als Beispiel des Wohnungsbaus der 1920er-Jahre erhalten werden. Ähnliche Viertel befinden sich auch an der Salinenstraße, der Grubenstraße und weiter nördlich am Steinhügel. In diesen ist allerdings der Leerstand hoch und der Sanierungsstand schlechter, auch wenn der Abriss zurzeit nicht zur Debatte steht. Schwierigkeiten bei der Vermarktung der Wohnungen stellen neben der peripheren Lage in der Stadt im Industriegebiet auch das schlechte Image der Gegend und tatsächliche soziale Probleme dar. So erhielt beispielsweise die NPD bei der Landtagswahl in Thüringen 2009 bei einer Wahlbeteiligung von nur 30,7 % in diesem Stimmbezirk 10,7 % der Zweitstimmen und lag damit weit über dem Erfurter Durchschnitt von 3,3 %.
Im Viertel befindet sich das Sportforum Grubenstraße, das Heimstadion des Fußballvereins FC Erfurt Nord.

### Tiergarten
Der Tiergarten liegt westlich des alten Dorfkerns in der Aufläche zwischen der Gera im Westen und der Schmalen Gera im Osten. Hier dominieren zwei Bebauungsarten. Zum einen kleine Reihenhäuser, die während der Wirtschaftskrisen zwischen dem Ersten und dem Zweiten Weltkrieg entstanden und mit ihren großen Gärten damals zur Selbstversorgung ihrer arbeitslos gewordenen Bewohner dienen sollten. Nach dem Zweiten Weltkrieg entstanden Altneubauten, bis die gesamte Fläche des Viertels bebaut war. Heute stellt der Tiergarten damit im Gegensatz zum übrigen Ilversgehofen eher ein kleinbürgerliches Viertel mit geringem Wohnungsleerstand dar.

### Neu-Ilversgehofen
Bei diesem Viertel handelt es sich um eine planmäßig angelegte Neustadt östlich des alten Dorfkerns, die um 1900 entstand. Es dominieren Mietshäuser, wie es sie auch in anderen Arbeitervierteln Erfurts aus der wilhelminischen Zeit gibt. Die Magdeburger Allee wurde als Hauptstraße angelegt. An der Gabelung der Straße in Richtung Osten, Johannesplatz, Mittelhausen und Stotternheim wurde eine repräsentative neue Mitte mit einer Parkanlage und dem Unionkino (Ilversgehofener Platz bzw. Platz der Jungen Pioniere). An der schon vorher vorhandenen Salinenstraße sind noch kleine Bergmannshäuser erhalten, in denen die Arbeiter der Salzbergwerke im Osten Ilversgehofens wohnten.
An der Magdeburger Allee liegt der Bahnhof Erfurt Nord, der den Stadtteil seit 1869 (damals Bahnhof Ilversgehofen) an das Eisenbahnnetz anschließt.

### Alt-Ilversgehofen
Dieses Viertel ist der ehemalige Dorfkern Ilversgehofens. Er liegt zwischen der Schmalen Gera im Westen und der Magdeburger Allee im Osten rund um die Martinikirche, die ehemalige Dorfkirche. Die 1894 eingeweihte katholische Kirche „St. Josef“ befindet sich unmittelbar neben der Furt der Schmalen Gera. Die Bebauung ist stark durchmischt und stellenweise noch durch dörfliche Gebäude mit Wohn- und Gewerbenutzung geprägt, während sich daneben auch städtische Mietshäuser aus der wilhelminischen Zeit finden. Dazwischen befinden sich Grünanlagen, die teilweise nach dem Abriss von Fabriken angelegt wurden.

### Ilversgehofen-Süd
Der südliche Teil Ilversgehofens ist ein typisches Arbeiterquartier mit Mietshäusern, die jedoch etwas kleiner sind als jene angrenzender Viertel. Durch seine günstige Lage näher am Stadtzentrum, am Nordpark und an der Universität Erfurt konnte das Viertel seit 2000 neue Einwohner anziehen und der Leerstand ging zurück. Früher dominierte die typische Durchmischung von Wohnhäusern an der Straße und Gewerbebetrieben in den Innenhöfen der Häuserblocks. Die Straßen in Ost-West-Richtung haben überwiegend ihre alten Flurnamen behalten, während einige in Nord-Süd-Richtung ausgerichteten nach Militärpersönlichkeiten benannten Straßen an die Machtverhältnisse angepasst wurden, so zum Beispiel die Alte Fritz Straße, ebenso wie die im angrenzenden Andreasviertel befindlichen Schwerinstraße, Nostitzstraße, Blücherstraße. Am Nettelbeckufer befanden sich die Lessingschule aus dem Jahr 1915 und das Aquarium des Zooparks.

## Einwohnerentwicklung
Während Ilversgehofen über die Jahrhunderte nur ein kleines Dorf blieb, stiegen die Einwohnerzahlen ab der Mitte des 19. Jahrhunderts rasant an und das Dorf entwickelte sich zur größten Vorstadtgemeinde Erfurts.
| Jahr      | 1816 | 1843 | 1864 | 1875  | 1895  | 1910   |
| --------- | ---- | ---- | ---- | ----- | ----- | ------ |
| Einwohner | 144  | 362  | 719  | 2.431 | 6.279 | 12.593 |

Die Einwohnerzahl Ilversgehofens ging nach der Wiedervereinigung nur leicht zurück, da hier bereits vorher einige Häuser nicht mehr bewohnt wurden. Grund hierfür war die schlechte Wohnsituation ohne Badezimmer und mit Ofenheizung, zu der die zentrumsfernere Lage und die von vornherein schlechtere Bausubstanz der Häuser gegenüber anderen Altbaustadtteilen hinzukam. Die Sanierungsmaßnahmen im Stadtteil begannen nach der Wiedervereinigung und haben inzwischen an der Magdeburger Allee als Hauptstraße einen hohen Flächendeckungsgrad erreicht, während es insbesondere in ihren östlichen Nebenstraßen noch viele unsanierte und teilweise leer stehende Wohnhäuser gibt. Die ehemals beengten und später durch einen erhöhten Leerstand geprägten Wohnverhältnisse verdeutlicht ein Vergleich der Einwohnerzahlen seit 1910: Damals waren im Wesentlichen nur die Viertel Alt-, Neu- und Ilversgehofen-Süd bewohnt, während der Tiergarten und die nördlichen Wohngebiete erst später entstanden. Die drei alten Viertel hatten vor dem Ersten Weltkrieg über 12.000 Einwohner, während es im Jahr 2000 nur noch 4.999 waren, was einem Rückgang von 60 % entspricht. Bis 2011 stieg die Einwohnerzahl dieser Quartiere auf 5.848 Personen an.
Eine Gebäudezählung im Jahr 2006 ergab, dass es in Ilversgehofen 1364 Gebäude gibt, in denen sich 7025 Wohnungen befanden, von denen wiederum 1588 oder 23 % leer standen. Komplett leer standen 90 Häuser mit 684 Wohnungen. Bis zum Jahr 2011 ging die Anzahl der Wohnungen auf 6997 zurück, auch die Gebäudezahl fiel auf 1356, während der Leerstand auf 1059 Wohnungen (15,1 %) zurückging. Die Zahl der Komplettleerstände sank in den fünf Jahren sogar um rund 40 % und liegt nun bei 56 Gebäuden mit 461 Wohnungen. Damit bleibt der Stadtteil Schlusslicht in Erfurt, wobei sich die Situation verbesserte.
Durch große Wohnungen und niedrige Mieten ist Ilversgehofen in den letzten Jahren für junge Menschen attraktiver geworden, weshalb ein verstärkter Zuzug stattfand. Darunter befinden sich auch Studenten, da die Entfernung zur Universität nicht zu weit ist. Der Geburtensaldo ist bei etwa 110 Geburten und 130 Sterbefällen im Jahr nicht ganz ausgeglichen, durch einen positiven Wanderungssaldo stieg die Bevölkerung zuletzt jedoch an. Der Ausländeranteil liegt 2009 bei 4,1 % und damit leicht über den Erfurter Durchschnitt von 3,3 %.
Daten der Stadtverwaltung Erfurt, jeweils zum 31. Dezember.
| Jahr | Einwohnerzahl | Entwicklung (1990 = 100 %) | Entwicklung Erfurt (1990 = 100 %) |
| ---- | ------------- | -------------------------- | --------------------------------- |
| 1990 | 11.124        | 100,0                      | 100,0                             |
| 1995 | 10.707        | 96,3                       | 93,4                              |
| 1996 | 10.522        | 94,6                       | 91,9                              |
| 1997 | 10.298        | 92,6                       | 90,6                              |
| 1998 | 10.087        | 90,7                       | 89,3                              |
| 1999 | 9.855         | 88,6                       | 88,0                              |
| 2000 | 9.914         | 89,1                       | 87,6                              |
| 2001 | 10.066        | 90,5                       | 87,4                              |
| 2002 | 9.928         | 89,2                       | 87,2                              |
| 2003 | 10.048        | 90,3                       | 88,0                              |
| 2004 | 10.251        | 92,2                       | 88,4                              |
| 2005 | 10.363        | 93,2                       | 88,5                              |
| 2006 | 10.221        | 91,9                       | 88,4                              |
| 2007 | 10.481        | 94,2                       | 88,5                              |
| 2008 | 10.654        | 95,8                       | 88,5                              |
| 2009 | 10.739        | 96,5                       | 88,8                              |
| 2010 | 10.823        | 97,3                       | 89,2                              |
| 2011 | 10.976        | 98,7                       | 89,8                              |
| 2012 | 11.202        | 100,7                      | 90,4                              |
| 2013 | 11.384        | 102,3                      | 91,1                              |
| 2014 | 11.525        | 103,6                      | 91,7                              |
| 2015 | 11.704        | 105,2                      | 93,3                              |
| 2016 | 12.051        | 108,3                      | 93,9                              |

## Wirtschaft und Verkehr

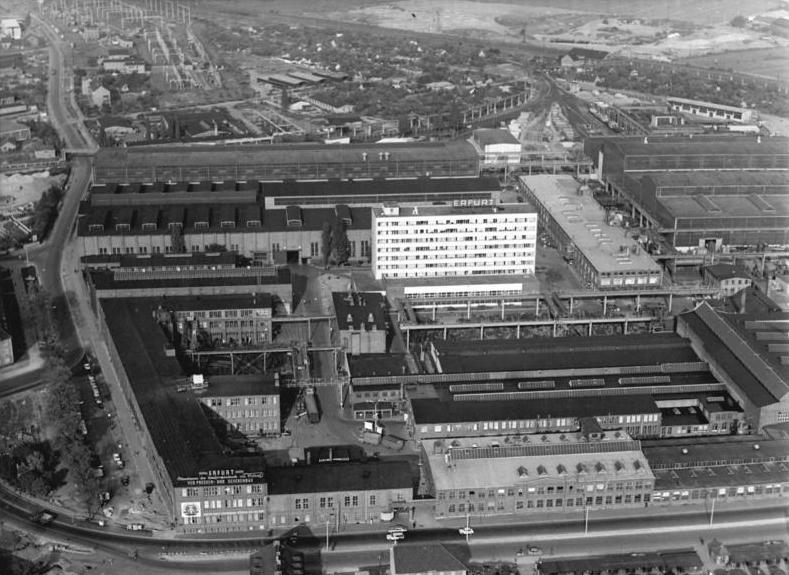
Kombinat Umformtechnik im Ilversgehofener Norden (1971)

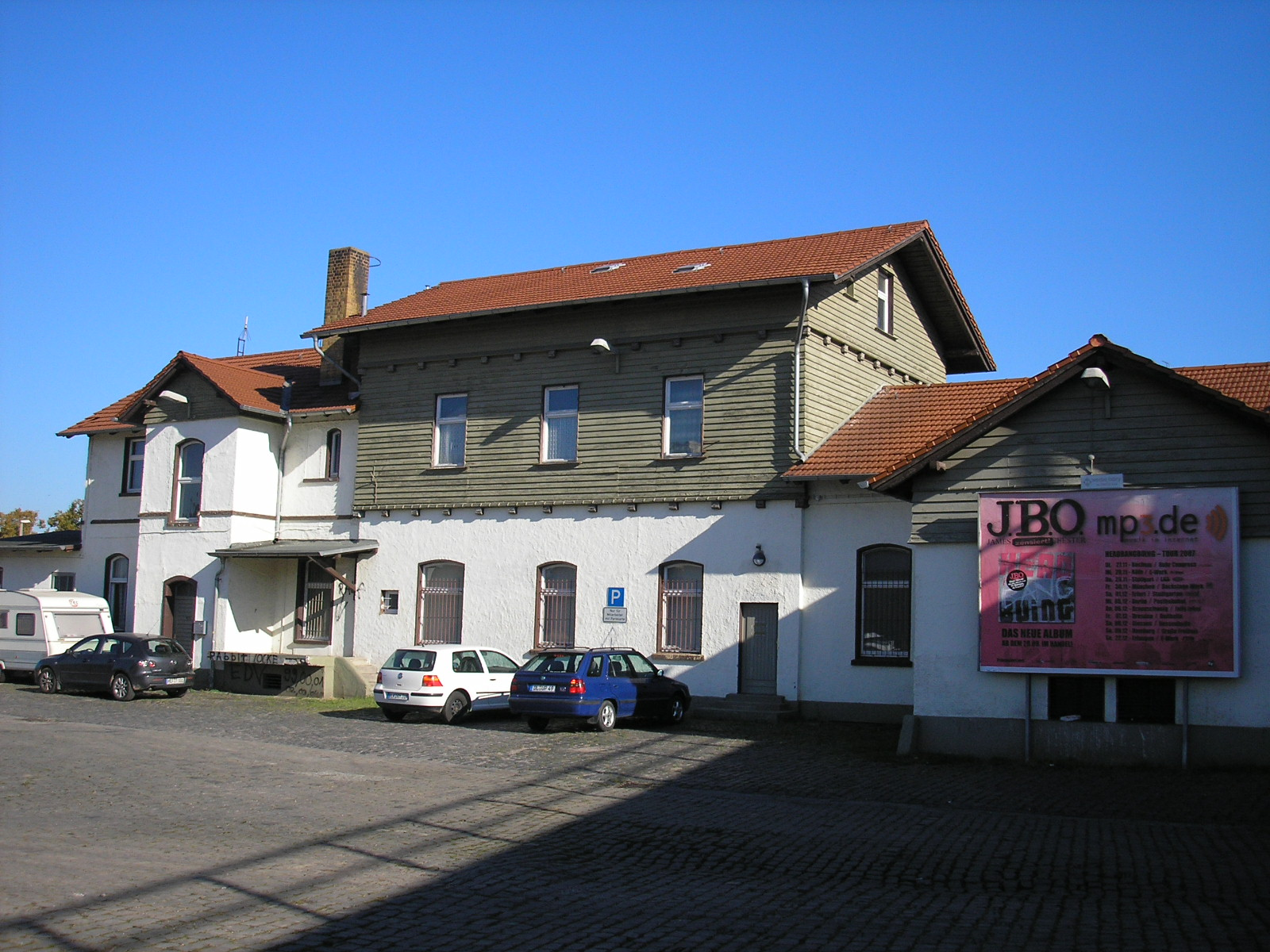
Der Bahnhof Erfurt Nord in Ilversgehofen

Ilversgehofen war über lange Zeit das Hauptindustriegebiet Erfurts. Hier standen große stadtnahe, ebene Flächen mit Eisenbahnanschluss zur Verfügung. Dies beflügelte die wirtschaftliche Entwicklung Ilversgehofens ab 1860. In der Folge entwickelte sich der Ort zum Arbeiterstadtteil, dessen Struktur er bis heute erhalten hat. Deshalb leidet Ilversgehofen besonders unter dem ab 1990 erfolgten Strukturwandel von der Industrie- zur Dienstleistungsgesellschaft. Die Erfurter Industrie setzte Arbeiter in Ilversgehofen frei, neue Dienstleistungs-Arbeitsplätze entstanden allerdings vornehmlich in anderen Stadtteilen. Gleichwohl ist Ilversgehofen noch heute einer der industriellen Schwerpunkte Erfurts. Arbeitsplätze außerhalb der Industrie befinden sich vor allem im Einzelhandel und Handwerk, während es kaum größere Dienstleistungsbetriebe gibt.
Ilversgehofen ist durch die Linien 1 und 5 der Straßenbahn Erfurt sowie über den Bahnhof Erfurt Nord mit Bahnverbindungen Richtung Erfurt Hbf, Leinefelde und Nordhausen ans öffentliche Verkehrsnetz angeschlossen.
Dem Individualverkehr dienen die Magdeburger Allee, die Mittelhäuser Straße und die Salinenstraße als Hauptverkehrsstraßen.

## Wahlen
Da Ilversgehofen zwar einen Stadtteil, nicht aber einen Ortsteil nach § 45 der Thüringer Kommunalordnung bildet, gibt es keine politischen Gremien wie Ortsteilrat oder Ortsteilbürgermeister.
Ilversgehofen ist Teil des Landtagswahlkreises Erfurt II, für den Susanne Hennig (Die Linke) im fünften Thüringer Landtag sitzt. Sie erhielt hier 34,3 % der Stimmen. Traditionell war Ilversgehofen ein Arbeiterstadtteil, heute finden sich hier vor allem Angehörige der Mittelschicht, Rentner und sozial Schwächere, während die wohlhabenden bürgerlichen Oberschichten deutlich unterrepräsentiert sind. Dies schlägt sich auch in den Wahlergebnissen des Stadtteils nieder, die nicht nur durch eine geringe Wahlbeteiligung, sondern auch durch eine Stärkung der Linkspartei und demgegenüber schwache Ergebnisse von CDU, FDP und Grünen geprägt sind. Die Ergebnisse der SPD liegen dagegen im Erfurter Durchschnitt.
| Partei          | Stadtrat 2009 | Landtag 2009 | Bundestag 2013 | Europa 2009 |
| --------------- | ------------- | ------------ | -------------- | ----------- |
| Wahlbeteiligung | 32,5          | 40,2         | 48,5           | 32,6        |
| CDU             | 20,7          | 23,4         | 30,9           | 21,4        |
| Die Linke       | 22,0          | 33,6         | 26,8           | 27,7        |
| SPD             | 36,2          | 19,4         | 18,3           | 22,2        |
| Grüne           | 5,7           | 7,3          | 5,6            | 6,9         |
| FDP             | 3,9           | 6,0          | 2,0            | 5,4         |

## Persönlichkeiten
- Karl Bräuning (* 5. Januar 1886 in Ilversgehofen; † 14. September 1962 in Darmstadt), Metalldreher, Gewerkschafter, Parteiaktivist (Spartakusbund/USPD/KPD/KPO), Spanienkämpfer und Emigrant (Frankreich, USA)
- Karl Hähnel (* 11. Oktober 1892 in Ilversgehofen; † 14. Mai 1966 in Königstein (Oberpfalz), Bayern), Leichtathlet und Olympiateilnehmer
- Wilhelm Knoblauch (* 23. Januar 1874 in Ilversgehofen; † 24. November 1939 in Wolfratshausen), hessischer Landtagsabgeordneter
- Kurt Weiland (* 15. Juli 1910 in Ilversgehofen; † September 1944 in Brandenburg-Görden), Widerstandskämpfer gegen den Nationalsozialismus